# Epelaspis anorus
Epelaspis anorus är en stekelart som beskrevs av Henry Keith Townes, Jr. 1970. Epelaspis anorus ingår i släktet Epelaspis och familjen brokparasitsteklar. Inga underarter finns listade i Catalogue of Life.